# Saint-Cyr-sur-Morin
Saint-Cyr-sur-Morin è un comune francese di 1 893 abitanti situato nel dipartimento di Senna e Marna nella regione dell'Île-de-France.

## Società

### Evoluzione demografica
Abitanti censiti